# Raymond FitzGerald
Raymond (o Redmond) Fitzgerald (m. 1185/1198), apodado Le Gros ("el Gordo"), fue un militar cambro-normando que participó en la invasión de Irlanda. Raymond figuraba entre el primer grupo de caballeros normandos en desembarcar en el sur de Irlanda, antes que Richard FitzGilbert de Clare, conde de Pembroke, se uniera a la expedición. Trabajó de manera activa en la consolidación del poder normando en Irlanda antes de retirarse a sus posesiones en Waterford donde murió a finales del siglo XII.

## Familia y juventud
Raymond creció en Gales, y era nieto de la princesa Nest ferch Rhys, hija de Rhys ap Tewdwr, el último Príncipe independiente del sur de Gales. Su padre era William Fitzgerald, Señor de Carew.

## Carrera

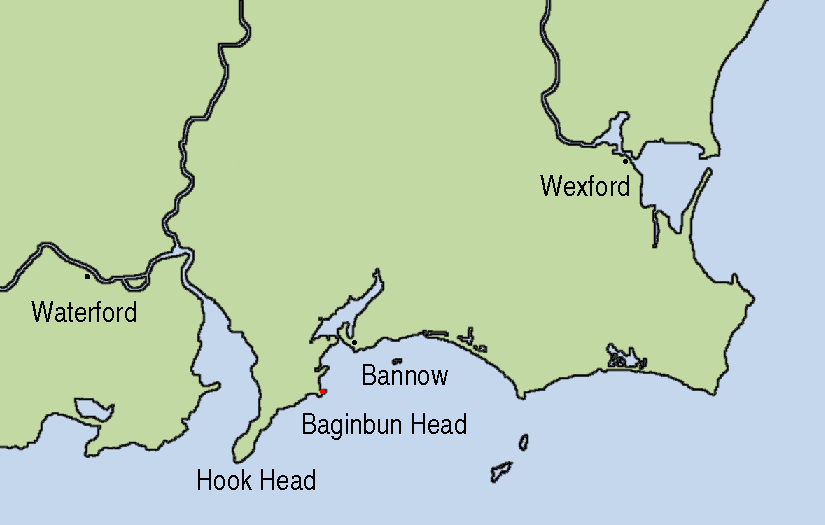
El 1 de mayo de 1170 Raymond desembarcó en Baginbun Head, un promontorio fácilmente defendible.

Fue enviado por Strongbow a Irlanda en 1170, y desembarcó en Baginbun Head en la Península Hook, cerca de Waterford, donde fue asediado por fuerzas gaélicas e hiberno-nórdicas. Pese a estar en inferioridad numérica (su primo Gerald de Gales estima 3000 irlandeses contra aproximadamente 100 normandos incluyendo 10 Caballeros) obtuvo una resonante victoria gracias a lanzar un rebaño de ganado contra las filas enemigas. El resultado final fue la captura o muerte de aproximadamente 1000 efectivos enemigos.
Era segundo al mando de Strongbow y fue el principal beneficiado en la captura de Waterford y en el asalto a Dublín. Fue enviado a Aquitania para hacer entrega a Enrique II de Inglaterra de las conquistas de Strongbow, pero regresó a Dublín en julio de 1171 para dirigir una de las salidas de la ciudad. Strongbow le ofendió más tarde al rechazar su petición de matrimonio con su hermana Basilia, viuda de Robert de Quincy. Raymond se retiró a Gales y Hervey de Mountmaurice le sustituyó como condestable.
En el estallido de una rebelión general contra el conde en 1174, Raymond regresó con su tío Meiler FitzHenry, después de recibir una promesa de matrimonio con Basilia. Aportó 450 hombres con él y consiguió aliviar la situación de Strongbow, que estaba siendo asediado en Waterford. Su matrimonio con Basilia tuvo lugar finalmente Wexford directamente tras estos hechos.  Restablecido como condestable, logró alcanzar numerosos éxitos entre los que se incluyen la toma de Limerick en octubre de 1175. Mientras, Mountmaurice consiguió que Raymond fuera destituido basándose en que su poder amenazaba la autoridad real, pero el condestable fue retrasado por una nueva rebelión en Limerick, y las tropas del conde se negaron a marchar sin él. A la muerte de Strongbow,  actuó como gobernador hasta la llegada de William FitzAldelm, a quien entregó las fortalezas reales. Fue privado de sus propiedades cerca de Dublín y en Wexford, pero los Geraldines consiguieron la remoción del cargo de FitzAldelm a comienzos de 1183, lo que le permitió recuperar su posición. En 1182 asistió a su medio tío Robert FitzStephen, que se encontraba cercado en Cork. En 1185, su primo carnal Philip de Barry, hijo de William FitzOdo de Barry llegó a Irlanda para ayudar en la recuperación de algunos cantreds en el Reino de Desmond.

## Muerte y legado

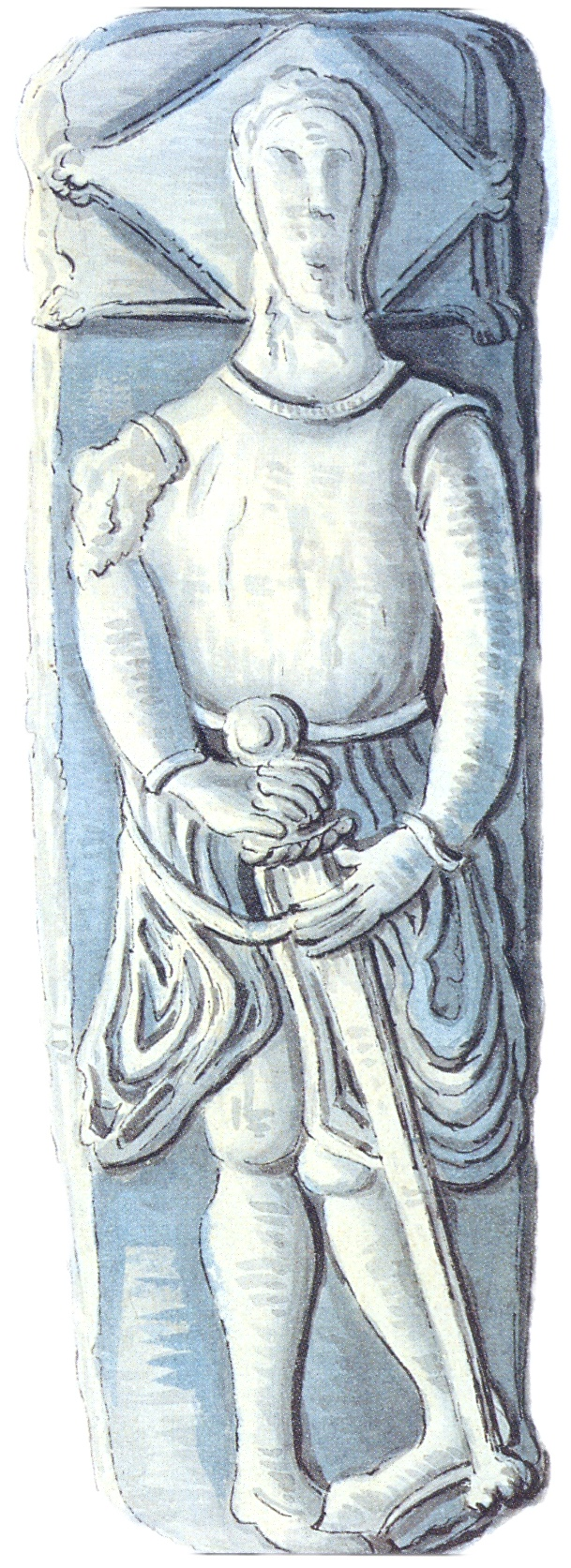
Efigie de tumba del de Raymond le Gros en Molana Abadía, ahora perdido, cuando dibujado por Daniel Grose (1766-1838)

El momento de su muerte no es seguro. Aún vivía cuando Juan de Inglaterra fue a Irlanda en 1185. Gerald de Gales no informó de su muerte en su Expugnatio Hibernica que fue acabado en 1189. Su viuda Basilia se casó Geoffrey FitzRobert en algún momento entre 1198 y 1201. Según la tradición fue enterrado en Molana Abbey.  Fue descrito por Giraldus Cambrensis como "muy fornido, y un poco por encima de la altura media; su cabello era amarillo y rizoso, y tenía ojos redondos, grandes y grises. Su nariz era bastante prominente, su rostro rubicundo, alegre, y agradable; y, a pesar de ser algo corpulento, era tan vital y activo que la incumbrance no era una mácula o inconveniente. Tal era el cuidado de sus tropas que pasaba noches enteras en vela, haciendo él mismo las rondas de guardia, y desafiando a los centinelas para mantenerles en alerta. . . Era prudente y templado, no afeminado en su alimentación o indumentaria. Era un hombre liberal, amable, y circunspecto; y aunque era un militar osado y un consumado general, incluso en asuntos militares, su prudencia era su mejor cualidad." Raymond es considerado el soldado de la conquista, mientras que Strongbow era el estadista.
Raymond es también recordado en canciones. La canción contiene un himno detallado, y le retrata como a un héroe:

Dirrai vus de un Chevaler, 

Reymund le Gros l'oï nomer. 

Barun esteit icIL vaillant, 

Vassal hardi e conquerant. 

Asez ert riches Manant e 

E le plus puissant de ses pers. 

Conestable est Reymun 

De la Leynestere regïun. 

Chevalers retint e bone gent 

par le commandement Cunte. 

Chevalers tint e souders, 

Archers, serjanz e poigners, 

Pur mettre a hunte ea Bellei 

De Yrlande les enemis le rei.
Te hablaré de un caballero,

llamado Raymond le Gros.

Era un Barón valiente,

un seguidor valiente y victorioso.

Era muy rico y poderoso,

contando al más poderoso de sus pares.

Raymond Condestable

es la región de Leinster.

Dirige a los caballeros y buenos hombres

bajo el mando del conde.

Él reclutó soldados y caballeros,

arqueros, infantería y mercenarios

para cazar a los enemigos del rey

en Irlanda y a vergüenza.